# Белоярцев, Феликс Фёдорович
Фе́ликс Фёдорович Белоя́рцев (6 июля 1941, Астрахань — 17 декабря 1985, Пущино) — советский врач-анестезиолог и фармаколог, более всего известный по работам над созданием кровезаменителя — перфторана. Доктор медицинских наук, профессор.
Лауреат Премии Правительства Российской Федерации в области науки и техники (1998) за создание перфторуглеродных сред для управления жизнедеятельностью клеток, органов организма (посмертно).
Лауреат Национальной премии «Призвание» за 2002 год в номинации «За вклад в развитие медицины, внесенный представителями фундаментальной науки и немедицинских профессий» (посмертно).

## Биография
Из семьи потомственных врачей, с юности ассистировал отцу-хирургу. Окончил Астраханский медицинский институт, после его окончания два года работал по распределению в сельской больнице. Докторскую степень по анестезиологии получил в 1975 году. В 1975 году в Институте сердечно-сосудистой хирургии им. А. Н. Бакулева впервые в СССР выполнил работы по длительной внелёгочной оксигенации с использованием фторуглеродных оксигенаторов и по замене газовой среды в лёгких на жидкий перфторуглерод (так называемое «жидкостное дыхание»).
В 1979 году в секторе биофизики Института биологической физики АН СССР, который возглавил Ф. Ф. Белоярцев, были проведены первые в стране эксперименты по перфузии сердца и почек. В 1982 году в этом институте был создан плазмозаменитель с газотранспортной функцией — перфторан. После проведения экспериментальных исследований фармкомитет Министерства здравоохранения СССР в 1984 году разрешил первую, а в 1985 году — вторую фазу клинических испытаний перфторана, в ходе которых был собран материал по применению перфторана у 234 пациентов по 19 нозологическим единицам.
Несмотря на актуальность проблемы и положительные результаты исследований, дальнейшие клинические испытания перфторана с 1985 года были запрещены. Разразился большой скандал в прессе. 17 декабря того же года профессор Белоярцев после обыска на его даче при не выясненных до конца обстоятельствах скончался (по официальной версии — повесился, по неофициальной версии был убит). Похоронен на Востряковском кладбище.

## Память
- Дом с памятной табличкой Ф. Ф. Белоярцеву,18 марта 2016
- Номер дома с памятной табличкой Ф. Ф. Белоярцеву
- Памятная табличка в честь Ф. Ф. Белоярцева, размещённая его одноклассниками

## Научные труды
- Белоярцев Ф. Ф Компоненты общей анестезии. — М.: Медицина, 1977. — 263 с.
- Кованев В. А., Хмелевский Я. М., Белоярцев Ф. Ф. Мышечные релаксанты. — М.: Медицина, 1970. — 227 с.
- Белоярцев Ф. Ф. Электромиография в анестезиологии. — М.: Медицина, 1980. — 230 с.
- Иваницкий Г. Р., Архипов В. В., Белоярцев Ф. Ф, Лежнев Э. И. Культивирование животных клеток на жидких перфторуглеродах // Доклады Академии Наук. — 1981. — Т. 28, № 1. — С. 225—228.
- Белоярцев Ф. Ф., Бунятян А. А., Бурлаков Р. И. и др. Справочник по анестезиологии и реаниматологии. Под ред. А. А. Бунятяна. — М.: Медицина, 1982. — 400 с.